# Alegria (àlbum)
Alegria és el tercer disc del grup Antònia Font, publicat a la primera meitat del 2002. El disc el componen 10 cançons, de les quals destaquen «Alegria...», «Dins aquest iglú», «Vos estim a tots igual», «Productes de neteja» o «Tristesa». Les lletres i les cançons són obra de Joan Miquel Oliver. Significa un salt qualitatiu respecte als anteriors discs i és en aquest, on les seves cançons prenen més consistència, madura i nous matisos. És un disc d'estil pop entrelligat amb històries arrauxades i imaginatives, surrealistes i poètiques. La presentació del disc a Catalunya es va fer a la Sala Bikini de Barcelona el 27 de juny de 2002.
Aquest és el primer i únic disc amb la discogràfica Virgin amb el subsegell Drac. Segons declaracions del grup anys després de la publicació, reconeixien que funcionaven com una discogràfica local atès que els enfocaren a un mercat local. El disc es va publicar sota l'empara de Gerardo Sanz.
Alegria va rebre el premi Puig-Porret del Mercat de Música Viva de Vic. Arran d'aquest reconeixement, el periodista musical Josep Maria Hernández Ripoll afirma que amb aquest disc havien estat "la gran revelació artística de la temporada". El disc va esdevenir un dels més aclamats de la banda. D'aquest disc, i aprofitant la publicació Lamparetes, es va fer una versió de l'àlbum titulada Alegria revisat (EDR Discos / Discmedi) publicada el juliol de 2011. Era un disc de versions d'artistes del panorama musical català com El Belda i el Conjunt Badabadoc, Mishima, The New Raemon, Oliva trencada, entre d'altres. L'única exigència del grup va ser que Tomeu Penya interpretés «Alegria».
El 10 de gener de 2023, l'humorista Joel Díaz, juntament amb la cantant de La Merca Band, va versionar la cançó «Alegria...» a Zona Franca, el programa de nit de TV3, i la va titular «Españita». En ella va parodiar el candidat de Vox a Palma, Fulgenci Coll Bucher, que poc abans havia titllat Antònia Font de grup «pràcticament desconegut» i que «només canta en català».

## Cançons
| Núm. | Títol                    | Durada |
| ---- | ------------------------ | ------ |
| 1.   | «Final»                  | 3:10   |
| 2.   | «Alegria...»             | 4:03   |
| 3.   | «Dins aquest iglú»       | 3:33   |
| 4.   | «Alpinistes-Samurais»    | 3:41   |
| 5.   | «Vos estim a tots igual» | 3:14   |
| 6.   | «Productes de neteja»    | 2:03   |
| 7.   | «Patxanga»               | 3:34   |
| 8.   | «Asteroide núm. 15000»   | 3:47   |
| 9.   | «Tristesa»               | 3:13   |
| 10.  | «...Alegria»             | 3:36   |